# Тит Юний
Тит Юний (на латински: Titus Junius) е политик на Римската република от началото на 1 век пр.н.е. по време на Съюзническата война. Произлиза от плебейската фамилия Юнии.
Около 90 пр.н.е. Тит Юний е народен трибун заедно с Порций. Тази година (90 пр.н.е.) консули са Луций Юлий Цезар III и Публий Рутилий Луп.